# Francis Palms
Francis Palms (1809 - 1886) foi o maior proprietário de terras em Michigan durante meados de 1850. Ele também tinha grandes interesses comerciais e foi lhe dados o apelido de "Creso", por causa de sua riqueza.

## Vida e carreira
Nascido na Antuérpia, Bélgica, em 13 de dezembro de 1809, mudou-se para Detroit com seus pais e irmãos em 1833. Seu pai, Ange Palms, foi um contramestre no exército de Napoleão e emigrou ao Novo Mundo por consequência da derrota de Napoleão. Depois da mudança, Ange mudou-se novamente para Nova Orleães com três filhos e uma filha, onde criou uma fábrica. Francis ficou em Detroit com sua mãe Jeanette e irmã Mary Frances.
Em 1836, Francis Palms casou-se com sua primeira esposa, Margaret Burnett, que logo morreu após o nascimento do filho deles, Francis Frederick II. Ele se casou com sua segunda esposa, Catherine Campau, filha de Joseph Campau, que era um grande proprietário de terras em Detroit. Com ela, teve dois filhos e uma filha. Depois de trabalhar para Campau, Francis trabalhou como escriturário e depois tentou fabricar óleo de linhaça. Manuseando estes negócios, ele tornou-se um parceiro no atacado da rede de supermercados Franklin Moore & Co.Francis fez um capital considerável como merceeiro e comprou 40.000 mil acres (o equivalente a mais de 16 mil hectares) nos Condados de Macomb e St. Clair durante o Pânico de 1837.
Francis vendeu suas terras na Península Inferior em pequenos pedaços e arrecadou um lucro estimado entre 300 e 400 mil dólares e com estes proventos comprou áreas florestais na Península Superior e em Wisconsin. Ele investiu em áreas de Pinus Strobos no estado de Wisconsin juntamente com outros executivos bem-sucedidos incluindo Erza Cornell, Friedrich Weyerhäuser e Henry Williams Sage. Em 1875, os homens pagavam entre 10 a 23,69 dólares por acre (o equivalente à 0,4 hectare). Ele também recebeu terras de um cacique indígena, o Cacique Lerner, e continuou a comprar mais reservas indígenas conforme tornavam-se disponíveis. Com esses acréscimos em seus territórios, ele tornou-se o maior proprietário de terras em Michigan (e possivelmente nos Estados Unidos) enquanto idoso.
Quando vendia terras, mantinha os direitos de mineração. A descoberta de cobre e carvão aumentou sua riqueza e seu patrimônio líquido aumentou em $800.000. Algumas das terras foram subdivididas e tornaram-se cidades oficializadas (Newberry, por exemplo) enquanto outras não prosperaram e tornaram-se cidades-fantasma. Na década de 1880, Palms começou a construir blocos comerciais em Detroit. Ele foi o presidente e o maior acionista no Peoples Saving Bank.